# Ходори (Житомирський район)
Ходори́ — село в Україні, у Радомишльській міській територіальній громаді Житомирського району Житомирської області. Населення становить 119 осіб (2001).

## Географія
На південному сході від села бере початок річка Заруддя.

## Історія
6 листопада 1921 р. під час Листопадового рейду в Ходорах зупинилася на ночівлю Подільська група (командувач Сергій Чорний) Армії Української Народної Республіки.
У 1923—24 та 1928—54 роках — адміністративний центр колишньої Ходорівської сільської ради Радомишльського району.